# John Nathan Cobb
Pour les articles homonymes, voir Cobb.
John Nathan Cobb est un ichtyologiste américain, né le 20 février 1868 à Oxford (New Jersey) et mort le 13 janvier 1930 à La Jolla (Californie).
Cobb commence sa vie comme aide-imprimeur dans un journal, il travaille aussi comme sténographe et employé, comme journaliste, comme agent de terrain pour la commission des pêches de l’union (U.S. Fish Commission puis pour l’U.S. Bureau of Fisheries), comme éditeur dans un journal sur la pêche professionnelle et commerciale de la côte du nord-ouest des États-Unis d'Amérique et comme patron de compagnie de pêche. Enfin, il est le fondateur et le doyen de l’école des pêches de l’université de Washington de 1919 à 1926, le premier établissement du genre dans le pays. Cobb est, sans doute, le dernier autodidacte à prendre la direction d’un établissement d’enseignement supérieur aux États-Unis. L’orientation qu’il donne à cet établissement témoigne de sa solide expérience pratique, mais si l’administration de l’université soutient son action, celle-ci changera d’avis au fil du temps et dissoudra l’école peu de temps après la mort de Cobb en 1930. Cobb est notamment l’auteur de statistiques précises sur les pêches.

## Biographie
Cobb est le fils de l’ingénieur ferroviaire Samuel Spencer Cobb (1842–1921) et Louise Catherine (née Richard) (1845?–1918), d’origine française. La famille compte au moins douze enfants et John Cobb doit interrompre très tôt ses études pour travailler. La famille s’installe en Pennsylvanie au début des années 1880. En 1884, Cobb entre au Carbondale Reader. Il exercera ensuite des emplois variés comme sténographe et dactylographe dans diverses compagnies : chemin de fer, cabinet juridique, industrie, construction de navires, etc.
En 1895, il passe un concours pour la fonction publique comme sténographe et dactylographe pour un salaire annuel de 720 $. Il entre au service de la statistique au bureau des pêches de Washington. L’année suivante, il est promu agent de terrain pour un salaire de 1 000 $ avec la charge de récolter des statistiques sur les pêches industrielles, cette fonction impliquant de nombreux voyages sur toute la côte est du pays. Jusqu’en 1911, il réalise environ dix-huit publications pour la commission des pêches.
En 1901, il est chargé de réaliser des statistiques sur les pêches à Hawaï dans le cadre d’un projet de recherche conduit par Barton Warren Evermann (1853-1932). C’est au cours de cette expédition qu’il rencontre l’ichtyologiste le plus important des États-Unis d'Amérique, David Starr Jordan (1851-1931). Il complète ses recherches par une autre série de statistiques en 1904.
En 1904, il cherche à obtenir un poste en Alaska et demande le soutien de D. S. Jordan. Il est nommé agent assistant en 1905 pour un salaire annuel de 2 400 $. Il ne se rend en Alaska que durant l’été, la période de pêche. Statisticien consciencieux, il est favorable à une restriction des volumes pêchés.
En 1911, une demande de mutation sur la côte ouest n’ayant pas abouti, Cobb démissionne l’année suivante pour travailler pour des compagnies privées. Au printemps 1912, il commence à travailler pour l’Union Fish Company de San Francisco et obtient une augmentation substantielle de ses revenus, 2 400 $ par an. Un peu plus de deux ans plus tard, Cobb apparemment peu satisfait de son travail quitte la compagnie pour être embauché par la rédaction du magazine Pacific Fisherman. C’est une revue qui s’adresse aux patrons de pêche de la côte ouest. Cobb y restera quatre ans durant lesquels il écrit de nombreux articles, notamment sur son expérience dans les pêches de l’Alaska.
En mai 1914, le responsable du bureau des pêches, Hugh McCormick Smith (1865-1941), le sollicite pour une mission temporaire sur la pêche du saumon en Sibérie. Cobb, pour des raisons professionnelles, ne peut accepter, mais il sollicite la direction du bureau de Seattle. Smith accepte, mais le ministère du commerce, William Cox Redfield (1858–1932), refuse cette candidature en raison des liens de Cobb avec l’industrie des pêches.

## L’école des pêches
Hugh McCormick Smith évoque, lors du congrès annuel des pêcheries industrielles de 1913, le besoin de disposer d’une institution nationale de formation pour les pêcheurs. Smith estime en outre que la ville idéale pour une telle école est Seattle. Il se met en relation avec le directeur de l’université de Washington, Henry Landes (1867–1936). Celui-ci reconnaît le besoin d’une telle formation. Le directeur de la faculté de zoologie, Trevor Charles Digby Kincaid (1872–1970), remet un rapport de dix pages sur un projet d’école sur les pêches et signale que le seul établissement de ce type est l’Institut impérial des pêches du Japon. Le projet reçoit le soutien de Pacific Fisherman. Mais la Première Guerre mondiale retarde ce projet.
Début 1917, Cobb obtient un travail dans la plus grande industrie des pêches de l’Alaska, l’Alaska Packers Association (APA), pour un salaire double de celui de Pacific Fisherman. Il garde ce poste jusqu’en janvier 1919, date à laquelle il est appelé par l’université de Washington de Seattle. La ville connaît à cette époque une période de grande croissance (sa population passant de 81 000 habitants en 1900 à 315 000 en 1920). L’industrie des pêches (comme l’industrie forestière) a une grande importance pour l’État de Washington en ce début de siècle, la ville de Seattle comptant un grand nombre de conserveries de poissons. L’université connaît une croissance aussi rapide : ses effectifs passent de 33 pour 700 étudiants en 1903 à 194 pour 3 300 étudiants en 1913.
Cobb apparaît, en 1918, comme le plus apte à prendre la direction de l’école des pêches. En janvier 1919, il est embauché par l’université pour un contrat de quatre ans et pour un salaire de 4 000 $ annuel. Cobb annonce l’ouverture de l’école en mars de la même année, promettant aux futurs étudiants la perspective de trouver de bons emplois au terme de quatre ans d’étude. L’école compte, outre Cobb lui-même, trois personnes : George C. Embody, diplômé de l’université Cornell qui enseigne l’aquaculture, Clarence L. Anderson, récemment diplômé de l’université de Washington qui enseigne les techniques de pêche, tandis que les cours d’ichtyologie sont donnés par Trevor Kincaid.
Durant toute son existence, l’école connaîtra un renouvellement rapide de ses professeurs, probablement à cause des faibles salaires qui leur sont alloués. L’école reste petite, avec 30 à 117 étudiants par an. À ces étudiants, il faut ajouter des personnes inscrites sur des périodes plus courtes, pour un thème donné. Elle décerne des Bachelor of Sciences et des Master of Sciences, puis, plus tard, des Ph.D.
Cobb continue, durant près de dix ans, à travailler pour l’Alaska Packers Association, mais de façon confidentielle, le courrier lui étant adressé à son domicile sous le sceau confidentiel. Cobb met à profit son expérience dans la presse pour assurer la promotion de son école. Ceci, ajouté à sa personnalité, lui vaut l’animosité des autres professeurs de l’université qui lui reprochent de n’être ni scientifique ni ingénieur. De nombreuses plaintes sont enregistrées au sujet de son comportement : il utilise la bibliothèque de la faculté à des fins personnelles, les suggestions qui lui sont faites ne reçoivent aucune suite, les achats d’équipement sont faits par le seul Cobb et ne sont pas bien choisis, etc. Afin de répondre à ces critiques, il engage l’école dans un programme de recherche sur le passage des barrages par les saumons. Il engage alors un ichtyologiste de formation et fonde une publication scientifique, U. W. Publications in Fisheries. 1924 est une année marquée par la controverse sur la construction d’un barrage hydroélectrique sur le fleuve Columbia, lequel allait empêcher les saumons de frayer. Il existe très peu d’opposants aux projets de barrages et ils ne pèsent que peu de poids face aux intérêts économiques en faveur des barrages.
Cobb est à l’origine d’une commission chargée d’élaborer et de mettre en place un passage pour les saumons, 55 000 $ de budget sont débloqués. Cobb imagine un système qui pourrait être décrit comme un escalator à saumon. Un système de baquets en fil de fer prend le saumon, le sort de l’eau et le dépose plus haut, après le barrage dans la rivière. Les tests ne sont pas satisfaisants car les saumons ne s’approchent pas des baquets. Cobb fournit des rapports qui donnent l’impression que les tests sont une réussite mais la presse évoque les échecs des tests et la commission est dissoute en 1925.
À la fin des années 1920, Cobb tente de créer un département d’ichtyologie autonome. Il recrute alors Leonard Peter Schultz (1901-1986), ancien élève de Carl Leavitt Hubbs (1894-1979). Schultz est embauché en 1928 et donne immédiatement des cours. Il commence également une collection de référence.
Durant l’été 1929, Cobb souffre d’une attaque cardiaque. Malade, il part sous le climat plus chaud de La Jolla en Californie et où il décède quelques mois plus tard. Un nouveau doyen est nommé à l’université qui juge que les méthodes de pêche et de conserveries de l’école ne correspondent pas aux standards qu’il souhaite mettre en place. L’école est donc dissoute en avril 1930, un peu plus de trois mois après la mort de Cobb. Une nouvelle faculté des sciences est fondée dans laquelle un département est consacré aux pêches, les étudiants de l’école pouvant ainsi continuer d’y recevoir leurs cours. William Francis Thompson (1888–1965), qui venait de recevoir un doctorat de sciences à l’université Stanford sous la direction de David Starr Jordan (1851-1931) et Charles Henry Gilbert (1859-1928). Thompson revoit complètement l’enseignement en le basant sur un enseignement scientifique et non un enseignement des techniques utilisées dans l’industrie halieutique.
Le navire de recherche de la National Oceanic and Atmospheric Administration, John N. Cobb, lui a été dédié.

## Source
- J. Richard Dunn (2003). John Nathan Cobb (1868–1930): Founding Director of the College of Fisheries, University of Washington, Seattle, Marine Fisheries Review, 65 (3) : 1-24.